# A Day in the Life
«A Day in the Life» (en español: «Un día en la vida») es una canción escrita por Lennon-McCartney, grabada y publicado por la banda de rock The Beatles, lanzado el 26 de mayo de 1967 y es la última canción del álbum Sgt. Pepper's Lonely Hearts Club Band. Acreditada a Lennon-McCartney, la canción incluye distintos fragmentos que fueron escritos por los miembros de la banda John Lennon y Paul McCartney por separado, con la colaboración de una orquesta adicional, siendo esta una de las últimas veces en que realizaron una canción juntos como en sus primeros años. Mientras la letra de Lennon estaba inspirada en artículos periodísticos de aquella época, McCartney se inspiró en su juventud. La decisión de relacionar secciones de la canción con crescendos orquestales y de terminar la misma con un acorde sostenido de piano fueron ideadas por McCartney sólo después de que la canción fue grabada por primera vez. 
Inicialmente la BBC prohibió la difusión de la pieza pues la línea «I'd love to turn you on» («Me encantaría excitarte») que se menciona en la canción se suponía que hacía referencia a las drogas. Desde su lanzamiento, ha aparecido como lado B y en numerosas recopilaciones del grupo. Ha sido versionada por otros artistas, incluyendo a Bobby Darin, Neil Young, Jeff Beck, The Libertines, Bee Gees, Phish y desde 2008, por McCartney en sus interpretaciones en vivo. Considerada por muchos como la obra maestra de la banda de Liverpool y como una de las mejores canciones de la historia. En 2003 el puesto 28 de las 500 más grandes canciones de todos los tiempos, según la revista Rolling Stone, mientras que en 2010 fue nombrada, por esta misma revista, como la mejor canción de The Beatles. Según Acclaimed Music, es la tercera canción más aclamada por los críticos de todos los tiempos.

## Inspiración y colaboración en las letras

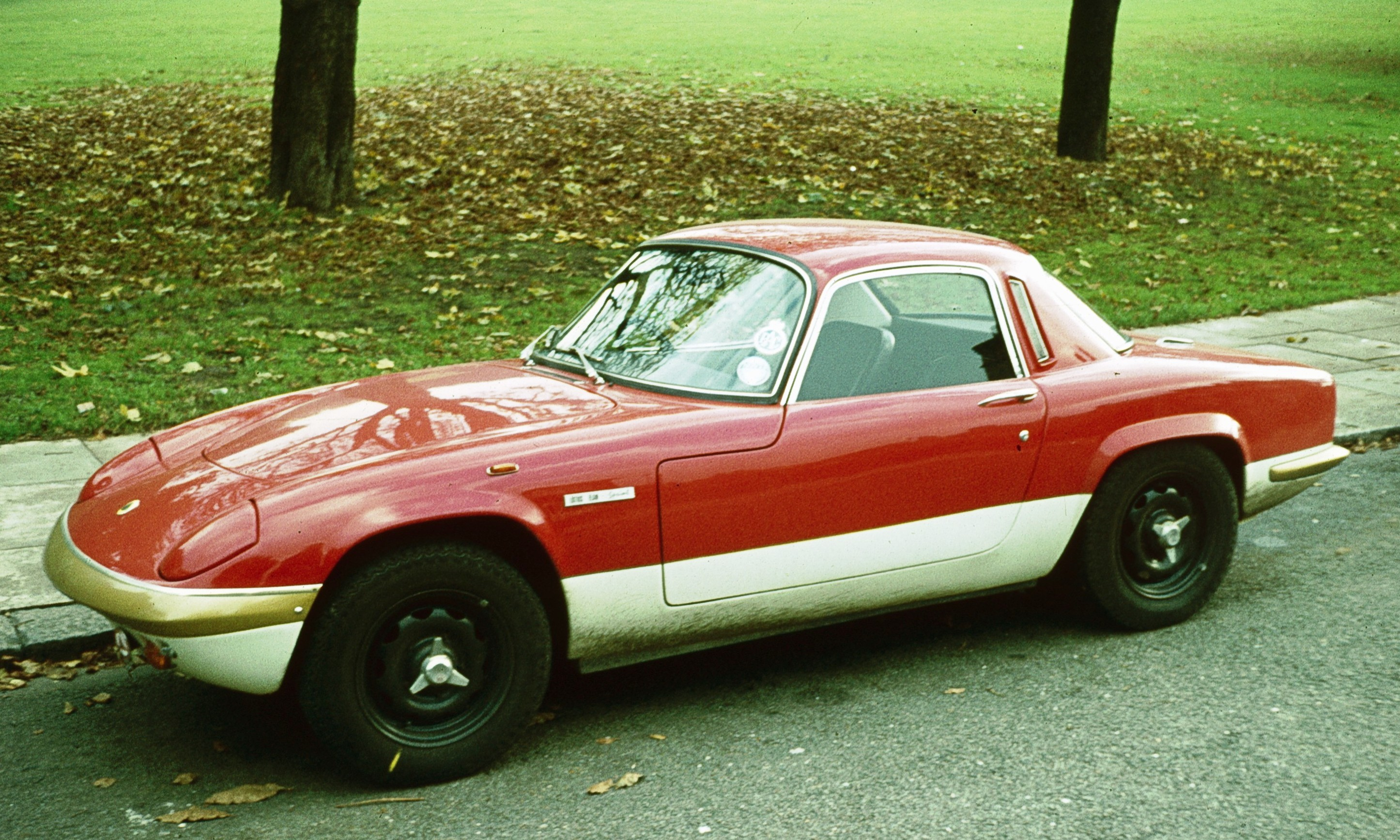
La muerte de Tara Browne en un accidente de coche, al volante de su Lotus Elan, inspiró en parte la letra.

Las dos primeras estrofas se refieren a una noticia en el periódico sobre un «hombre afortunado» que, manejando un auto, «no se dio cuenta que las luces habían cambiado». Lennon usa la frase «he blew his mind out in a car» (textualmente «él se voló la mente en un auto»), aludiendo confusamente tanto a un hombre que se golpeó gravemente la cabeza, como a un hombre que alucinó. En numerosas entrevistas, Lennon afirmaba que la inspiración principal fue la muerte de Tara Browne, heredero de 21 años de la fortuna Guinness, amigo íntimo de Lennon y McCartney, quien introdujo a Paul en el LSD y con quien solían drogarse juntos. La letra dice que «aunque la noticia era triste, bueno, yo no pude evitar reírme». Tara había fallecido el 18 de diciembre de 1966, un mes antes de escribir la canción, cuando chocó con su Lotus Elan en su camino hacia Redcliffe Gardens, Earls Court.
La descripción del accidente en «A Day in the Life» no es una descripción literal del fatal accidente de Browne. Lennon dijo: «No copié el accidente, Tara no se destrozó la cabeza, pero eso estaba en mi mente cuando estaba escribiendo ese verso. Los detalles del accidente en la canción —no haber visto el semáforo y la multitud alrededor— fueron igualmente parte de la ficción.» George Martin, por su parte, ha escrito que mientras escribía la letra, Lennon imaginaba a un político ficticio que se había detenido en un semáforo.
En la tercera estrofa la letra dice «I saw a film today... The English Army had just won the war... But I just have to look, having read de book, »  («Hoy vi una película... El Ejército Inglés acababa de ganar la guerra... Pero yo solo tenía que mirar. Habiendo leído el libro, amo darte vuelta.») Lennon acababa de actuar en la película How I Won the War, estrenada el 18 de octubre de 1967.
Luego de la tercera estrofa se inserta la parte central de la canción escrita por McCartney, una pequeña parte de piano en la que estaba trabajando independientemente, con una letra acerca de una persona corriente, que es él mismo de adolescente, cuya rutina mañanera termina derivando en un sueño, luego de fumar. Había escrito la pieza como una recopilación de sus años de juventud, que incluía sus viajes en el autobús 82, fumar y asistir a clase. Lennon dijo: «Yo tenía la mayoría de la canción y de la letra, pero él contribuyó con esta pequeña probada que tenía alrededor en su cabeza y que no podía usar para nada», refiriéndose a la sección de McCartney.
La última estrofa estaba inspirada en una noticia del Daily Mail aparecida el 17 de enero de 1967, titulada «The holes in our roads» (Los hoyos en nuestras calles) que textualmente comenzaba diciendo: «There are 4,000 holes in the road in Blackburn, Lancashire...» (Hay 4,000 hoyos en la ruta en Blackburn, Lancashire). Lennon tuvo problemas con la letra de esta estrofa ya que no tenía idea de cómo conectar «Now they know how many holes it takes to...» («Ahora ellos saben cuántos hoyos se necesitan») y «the Albert Hall». Su amigo Terry Doran le sugirió que lo conectara con la palabra fill («llenar») resultando en la estrofa final: «Now they know how many holes it takes to fill the Albert Hall» (Ahora ellos saben cuantos hoyos se necesitan para llenar el Albert Hall).
George Martin ha dicho que la alusión a fumar («have a smoke»), en la parte central escrita por Paul, es «definitivamente una referencia a la marihuana», del mismo modo que la frase de cierre escrita por John, «I'd love to turn you on» ("me encantaría encenderte").

## Grabación

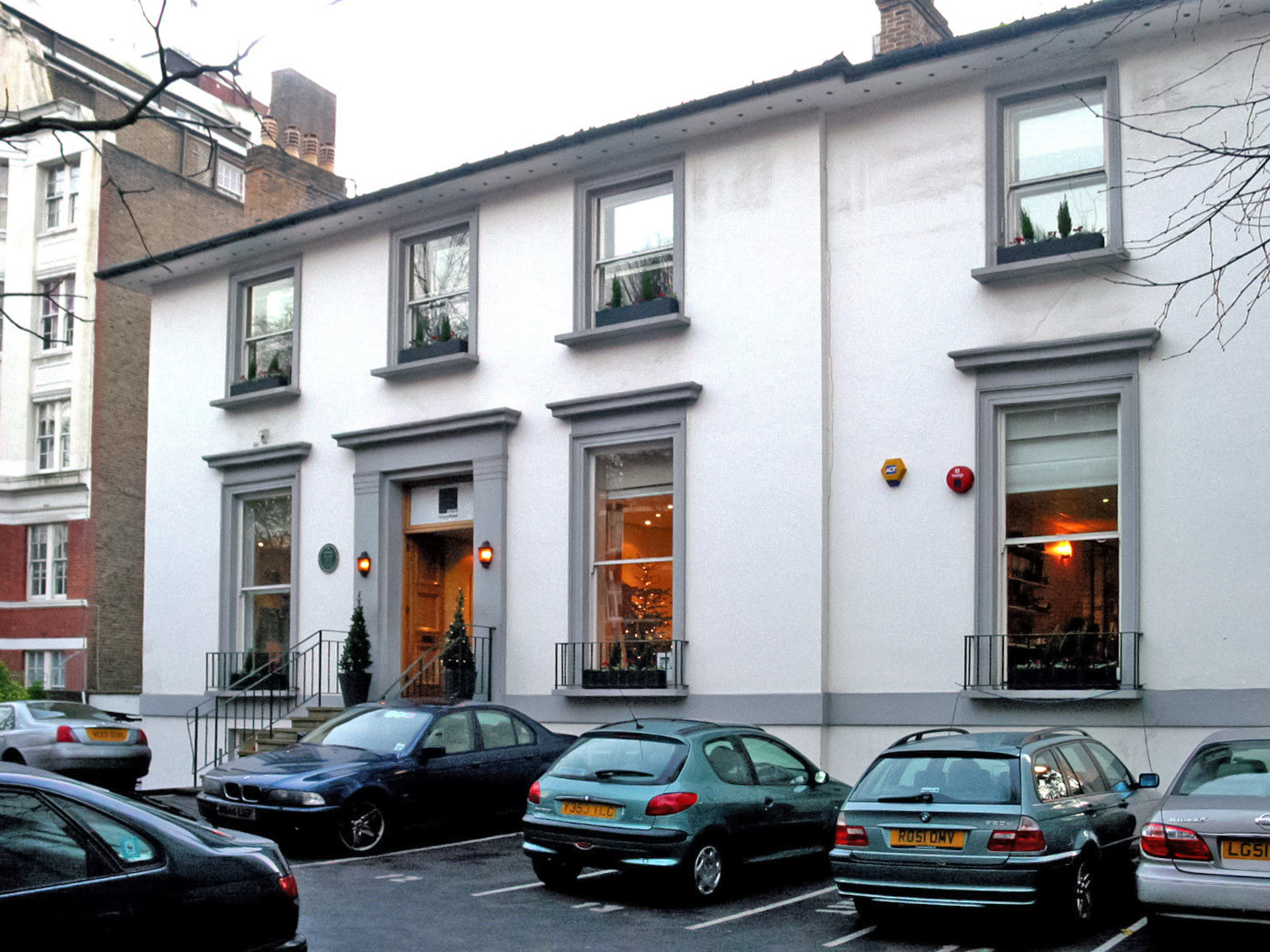
Entrada de los Estudios EMI en Abbey Road donde se grabó «A Day in the Life».

The Beatles comenzaron la grabación de la canción con el título de trabajo de «In the Life of...», el 19 de enero de 1967, en un innovador y creativo estudio que semanas anteriores había sido utilizado para las grabaciones de «Strawberry Fields Forever» y «Penny Lane». Las dos secciones de la canción fueron divididas por un puente de 24 compases. Al principio, no estaban seguros sobre cómo unir estas transiciones. Así, que al término de la grabación de las pistas base, la canción solamente consistía en una simple repetición de cuerdas de piano y la voz del asistente Mal Evans contando los compases. La voz de Evans iba aumentando gradualmente en eco.
La primera sección de la canción termina con el sonido de un despertador provocado por Evans. La intención original era editar el sonido de la alarma cuando la sección faltante fuera rellenada, sin embargo, esta se acopló a la primera línea de la sección de McCartney, que dice «Woke up, fell out of bed» («Me desperté, caí de la cama»), por lo que se decidió dejar el sonido.
La estructura básica de la canción fue mejorada con una remezcla y la adición de partes que fueron grabadas el 20 de enero y 3 de febrero. Sin embargo, no existía una solución para unir los dos puentes de 24 compases de la canción, hasta que McCartney sugirió la idea de unirlo con una orquesta completa. Para prevenir que los músicos de la orquesta fueran a improvisar en la sección, el productor George Martin orquestó de manera imprecisa en la sección.
La sección orquestal fue grabada el 10 de febrero de 1967, con McCartney y Martin dirigiendo a 40 instrumentistas de la orquesta. La sesión de grabación fue completada con un costo total de £367 para los músicos, algo excesivo para aquella época. Más tarde, Martin describió su improvisación en la partitura para la orquesta, que quedó desconcertada al conocerla:

«Lo que hice fue escribir (...) la nota más baja posible para cada uno de los instrumentos de la orquesta. Al final de los puentes de 24 compases, escribí la nota más alta (...) cerca de un acorde en Mi mayor. Entonces puse una serpenteante línea alrededor de los puentes, con puntos de referencia para decirles más o menos lo que debían de hacer al llegar a los puentes (...) Por supuesto, todos me miraron como si estuviera completamente loco.»

Según McCartney, la sección de cuerdas fue capaz de mantenerse en el ritmo establecido, mientras que las trompetas fueron «mucho más agresivas».
McCartney originalmente quería una orquesta de 90 elementos, pero esto no fue posible; la diferencia fue arreglada, como el semi-improvisado segmento fue grabado varias veces, posteriormente cuatro grabaciones diferentes fueron mezcladas para formar un solo crescendo masivo. Los resultados fueron exitosos; en la edición final de la canción, el puente orquestal es repetido después del verso final.
Hubo un acuerdo para que la orquesta fuera filmada por NEMS Enterprises para transmitirlo en un futuro especial televisivo. El video nunca se publicó en su totalidad, aunque algunas partes se puede ver en el vídeo promocional de «A Day in the Life», que incluye escenas donde aparecen algunos invitados al estudio como Mick Jagger, Marianne Faithfull, Keith Richards, Donovan, Pattie Boyd y Michael Nesmith.
Reflejando su gusto por la experimentación y el vanguardismo en este momento de su carrera, la banda pidió a los miembros de la orquesta que utilizaran un disfraz en la parte superior de su traje. Esto dio lugar a que los instrumentistas utilizaran cualquier cosa, desde narices falsas hasta parches falsos en los pezones. Martin recuerda que el violinista principal se disfrazó usando una pata de gorila, mientras que un fagotista colocó un globo al final de su instrumento.
Debido a las múltiples tomas necesarias para perfeccionar la cacofonía orquestal y el acorde final, así como su considerable dilación en la composición de la canción, la duración total del tiempo dedicado a la grabación de «A Day in the Life» fue de 34 horas. En contraste con el primer trabajo del grupo, su álbum debut Please Please Me, que fue totalmente grabado en solo 10 horas.

## Estructura de la canción
«A Day in the Life» esta en la tonalidad de sol mayor, pero, tal y como Alan W. Pollack explica «su verdadero centro de gravedad esta en las claves paralelas de Mi mayor y menor». Los versos están en Sol mayor/Mi menor y el puente en Mi mayor. Un ritmo de 4/4 es usado todo el tiempo. La canción se presenta con un comienzo instrumental, seguido por tres versos (0:13), un crescendo orquestal de (1:45), una sección media (2:16), un puente orquestal (2:49), el verso final (3:19), un segundo crescendo orquestal (3:50), y un acorde final de piano (4:21–5:05).
Cada verso cantado por Lennon sigue el mismo diseño base, pero cada uno termina de diferente manera. El primer verso, que consta de veinte compases, termina con una progresión armónica repetitiva en Fa mayor antes de regresar a la clave de inicio. El segundo verso, dos compases más corto que el primero, termina en el acorde de Do mayor en lugar de repetir la progresión de Fa mayor. El tercer verso es el mismo que el segundo, excepto que este tiene un compás más (para cambiar a la línea «I'd love to») y no regresa a la clave inicial. En lugar de ello conduce a un puente, un largo glissando de 24 compases, empezando de un bajo tono Mi a un Mi con octavas más altas. Los platillos son chocados al azar de manera intercalada cerca del final, para «cambiar tu sensación del ritmo».
Una alarma de despertador comienza a sonar, empezando con el verso de McCartney. Este es seguido por un puente orquestal: un repetido círculo de quintas (de Do a Mi) de cerca de veinte compases. El puente orquestal es acompañado por la voz de McCartney y coro de Lennon y Donovan sin palabras («Ahhhh...») y conduce al cuarto y último verso.
El verso final tiene la misma estructura que el tercer verso. Sin embargo, la batería de Starr, va al doble de tiempo que la sección de McCartney. Este verso lleva al segundo crescendo. Sin embargo, después la orquesta alcanza su nota más alta, un compás de silencio, que conduce al acorde final de Mi mayor en el piano.
Es importante mencionar el trabajo innovador de Ringo Starr para con la batería, pues Lennon le comentó que quería un efecto de "dos baterías en una sola", con la sensación de que la primera batería siguiera el compás básico de bombo y caja (con acento de caja en el tercer tiempo), y a la vez hiciera rotos sincopados haciendo relleno. Más el final en la última estrofa, que dobla el ritmo sobre el compás acortando el golpe de caja, en lugar de, en el tercer tiempo del compás (tal y como viene haciendo en la primera parte), en los tiempos pares (segundo [semi fuerte] y cuarto [fuerte]), así normalizando las intensidades propias de un compás en 4/4.

### El acorde final
La canción termina con uno de los acordes finales más famosos en la historia de la música. Lennon, McCartney, Starr y Mal Evans en cuatro pianos diferentes, con Martin en el armonio, tocaron el acorde Mi Mayor simultáneamente. El acorde se mantuvo durante algo más de cuarenta segundos incrementando el volumen de la grabación a medida que la vibración se apagaba. Cerca del final del acorde el volumen de grabación es tan alto que se pueden percibir los diversos sonidos del estudio, incluyendo los susurros de los papeles y el chirrido de unos de los zapatos de Ringo, cuando se cambia de posición en la que estaba parado (McCartney le lanzó una mirada asesina por eso).
El acorde de piano fue en lugar de un experimento vocal fallido: en la noche siguiente a la sesión de grabación de la orquesta, los cuatro Beatles habían grabado un final con sus voces, tarareando el acorde, pero decidieron que querían algo con más impacto.

### Variaciones
En el álbum Sgt. Pepper, el inicio de «A Day in the Life» es combinado con los aplausos del final de la canción previa «Sgt. Pepper's Lonely Hearts Club Band (Reprise)». En el álbum recopilatorio The Beatles 1967–1970, «A Day in the Life» comienza igual que en la versión de Sgt. Pepper, pero en la versión en CD de 1967–1970, la canción se inicia limpia, sin ninguna combinación.
Tras finalizar «A Day in the Life», en el álbum Sgt. Pepper (primero lanzado como LP en el Reino Unido años más tarde en formato CD en todo el mundo) existe un sonido de alta frecuencia (15 kHz) y posteriormente unos ruidos de voces extrañas que se desvanecen en el silencio y algunos segundos de frases aparentemente invertidas, las cuales fueron grabadas a propósito por el grupo en el estudio, como parte de una broma. De lo que se entiende se puede rescatar la frase "Never Could Be Any Other Way".
El álbum Anthology 2 incluye una primera versión sin-orquesta de la canción y Anthology 3 incluye una versión de «The End», que concluye con el acorde final de «A Day in the Life» que se reproduce hacia atrás y luego hacia adelante.
En la versión del álbum Love la canción comienza con Lennon cantando la línea «sugar plum fairy». En esta versión las cuerdas son más predominantes en los crescendos.

## Supuesta referencia a las drogas
La canción fue objeto de polémica por su supuesta referencia a las drogas. El 1 de junio de 1967, día en que el Sgt. Pepper fue publicado, la BBC anunció la censura de «A Day in the Life» de las emisoras de radio británicas debido a la línea «I'd love to turn you on» («Me encantaría excitarte»), que de acuerdo con la corporación, incitaba al consumo de drogas. Otra parte que supuestamente hace referencia a las drogas son las frases «found my way upstairs and had a smoke / and somebody spoke and I went into a dream» («encontré el camino de subida por las escaleras y me puse a fumar / y alguien habló y caí en un sueño») Un portavoz de la BBC dijo: «Hemos escuchado esta canción una y otra vez. Y estamos de acuerdo en que parece ir un poco demasiado lejos, y podría fomentar una actitud positiva ante el consumo de drogas.»
Lennon y McCartney negaron que hubiera referencias a drogas y se quejaron públicamente sobre la prohibición en una cena de su mánager, Brian Epstein. Lennon dijo que la canción era sobre «un accidente y su víctima», y llamó a la línea en cuestión «la más inocente de las frases». Sin embargo, George Martin comentó más tarde que él siempre había sospechado que la línea «found my way upstairs and had a smoke» («encontré el camino de subida por las escaleras y me puse a fumar») era una referencia a las drogas, recordando que la banda algunas veces «desaparecía y tenía una pequeña calada», presumiblemente de marihuana, pero no delante de él.
Cuando el Sgt. Pepper's Lonely Hearts Club Band fue lanzado en el sur de Asia, Malasia y Hong Kong, «A Day in the Life» fue excluida junto con «With a Little Help from My Friends» y «Lucy in the Sky with Diamonds», debido a sus supuestas referencias a las drogas.

## En directo
La canción nunca fue interpretada en directo por el grupo, ya que a mediados de 1966 dejaron de hacer giras. Es por este motivo que ninguna canción del álbum Sgt. Pepper's Lonely Hearts Club Band fue tocada en vivo por el grupo.
No obstante, con posterioridad, Paul McCartney sí la ha interpretado en algunas de sus giras en solitario.

## Recepción
«A Day in the Life» es a menudo reconocida como una de las canciones más influyentes de The Beatles. Paul Grushkin en su libro Rockin' Down the Highway: The Cars and People That Made Rock Roll, llama a la canción «uno de los más ambiciosos, influyentes y revolucionarios trabajos en la historia de la música popular». En From Craft to Art: Formal Structure in the Music of the Beatles, la canción es descrita así: «'A Day in the Life' es tal vez uno de los temas más importantes en la historia de la música rock, con solamente cuatro minutos y cuarenta y cinco segundos, seguramente debe ser una de las piezas más breves pero épicas en el rock.» En AllMusic, el crítico Richie Unterberger comenta: «'A Day in the Life' es el coda inesperado e incisivo de un álbum que es considerado una notable síntesis del Verano del Amor (...) Después de eso, no ha habido más regla a seguir, los grupos de pop y rock lo han intentado todo, para bien o para mal. Irónicamente, muy pocos han tenido éxito en llegar en la cima musical que aquí The Beatles se lo propusieron y lograron.»
De la misma manera, a menudo aparece en las listas de las mejores canciones. Según el sitio agregador de listas Acclaimed Music, es la tercera canción más aclamada por los críticos de todos los tiempos, y la más aclamada de los Beatles. Fue colocada en la duodécima posición por la CBC en su programa de radio sobre las 50 mejores canciones 50 Tracks, la segunda mejor colocada del grupo después de «In My Life». Ocupó el primer lugar de la lista elaborada por la revista Q de las 50 mejores canciones británicas de todos los tiempos, y apareció en la lista de las 101 mejores canciones de The Beatles, publicación de la revista Mojo, que fue elaborada por un panel de músicos y periodistas. De la misma manera fue denominada por el Salón de la fama del Rock and Roll como una de las 500 canciones que formaron el rock.
En 2004, Rolling Stone posicionó a «A Day in the Life» en el número 28 de la lista de las 500 mejores canciones de todos lo tiempos. Está inscrita en el número 5 en la publicación de Pitchfork Media de las 200 mejores canciones de la década de 1960. En 2010, fue denominada por Rolling Stone la mejor canción de The Beatles, en un especial de la editora con las 100 mejores canciones del grupo. La lista fue confeccionada con ocasión del 50 aniversario de la formación del grupo de Liverpool y el 40 de su disolución.
También fue nominada a un Grammy en 1967 por «Mejor Arreglo de Acompañamiento Vocal o Instrumental», sin embargo, perdió ante la canción «Strangers in the Night» de Frank Sinatra.
El papel de Starr tocando la batería en «A Day in the Life» es comúnmente denominado como una de sus mejores actuaciones. Phil Collins, el batería de Genesis, comentó, «(...) La batería de Starr en 'A Day in the Life' es sumamente compleja. Podrías tomar a un gran baterista el día de hoy y decirle: 'Lo quiero así.' Realmente, no sabría qué hacer.»
El 27 de agosto de 1992, el manuscrito con la letra original de la canción, que en ese entonces pertenecía a Mal Evans, se vendió por la cantidad de 100,000 dólares (£56,600) durante una subasta organizada por Sotheby's en Londres. De nuevo fue subastado en 2006 por Bonhams en la ciudad de Nueva York. La oferta comenzó el 7 de marzo de 2006 con ofertas iniciales de alrededor de $ 2 millones. La hoja de letra fue subastada por Sotheby's de nuevo en junio de 2010. Fue comprada por un anónimo estadounidense que pagó £810,000 por ella ($1,200,000).

## Versiones de otros artistas
Tras su publicación, «A Day in the Life» ha sido versionada numerosas veces por distintos artistas. Inmediatamente a la publicación del Sgt. Pepper..., el compositor inglés Peter Knight, lanzó una versión instrumental de «A Day in the Life» en su álbum tributo a The Beatles. Dos años más tarde, el cantante puertorriqueño José Feliciano lo hizo en su álbum Alive Alive O!. Los Bee Gees hicieron su propia versión para la banda sonora de la película de 1978 titulada Sgt. Pepper's Lonely Hearts Club Band. El cantante Sting hizo lo mismo para la película Demolition Man.
En 2008, Jeff Beck realizó la versión más notable de «A Day in the Life», en su álbum Performing This Week: Live at Ronnie Scott's Jazz Club. Esta versión fue utilizada para la película Across the Universe, y de la misma manera, en 2010 ganó el Premio Grammy por Mejor interpretación de rock instrumental.
En 2014, la banda The Flaming Lips realizó su propia versión, en colaboración con la cantante pop Miley Cyrus, para su álbum tributo a The Beatles, With a Little Help from My Friends, el cual se puso a la venta en octubre de ese mismo año y del cual, esta versión, es su segundo sencillo, tras su versión de «Lucy in the Sky with Diamonds». Esta segunda colaboración fue considerada por la revista Rolling Stone como una de las diez mejores versiones realizadas durante el 2014.

## Personal
El personal utilizado en la grabación de la canción fue el siguiente:
The Beatles
- John Lennon – vocalista (estrofas), guitarra acústica (Gibson J-160e) y piano (acorde final)(Challen blondwood spinet).
- Paul McCartney –vocalista (sección media), piano (Steinway Vertegrand) y bajo eléctrico (Rickenbacker 4001s).
- George Harrison – congas.
- Ringo Starr – batería (Ludwig Super Classic), maracas y piano (acorde final), (Challen blondwood spinet).

Otros músicos
- George Martin – piano (Hamburg Steinway Baby Grand) y armonio (acorde final), (Mannborg).
- Mal Evans– alarma de despertador, conteo y piano (acorde final).

Orquesta
- John Marston: arpa
- Eric Gruenberg, Granville Jones, Bill Monro, Jurgen Hess, Hans Geiger, D. Bradley, Lionel Bentley, David McCallum, Donald Weekes, Henry Datyner, Sidney Sax, Ernest Scott – violines.
- John Underwood, Gwynne Edwards, Bernard Davis, John Meek – viola.
- Francisco Gabarro, Dennis Vigay, Alan Delziel, Alex Nifosi – chelo.
- Cyril Mac Arther, Gordon Pearce – contrabajo.
- Roger Lord – oboe.
- Basil Tschaikov, Jack Brymer – clarinetes.
- N. Fawcett, Alfred Waters – fagot.
- Clifford Seville, David Sandeman – flautas.
- Alan Civil, Neil Sanders – corno francés.
- David Mason, Monty Montgomery, Harold Jackson – trompetas.
- Raymond Brown, Raymond Premru, T. Moore – trombones.
- Michael Barnes – tuba.
- Tristan Fry – timbales.

Equipo de producción
- George Martin – producción.
- Geoff Emerick – ingeniería de audio y mezcla.
- Richard Lush – ingeniería de audio.
- Phil McDonald – ingeniería de audio.